# Нілов Василь Іванович
Василь Іванович Ні́лов (рос. Василий Иванович Нилов; нар. 9 січня 1899, Кумордіно — пом. 22 жовтня 1973, Ялта) — радянський вчений в галузі хімії винограду і вина, доктор хімічних наук з 1934 року, професор з 1971 року.

## Біографія
Народився 9 січня 1899 року в селі Кумордіно Тверського повіту Тверської губернії Російської імперії (тепер Калінінський район Тверської області Росії). 1925 року закінчив Московську сільськогосподарську академію імені К. А. Тімірязєва. 
Наукову діяльність розпочав у Магарацькій енохімічній лабораторії під керівництвом вченого-винороба М. О. Герасимова. Брав участь в організації агрохімічної лабораторії в Нікітському ботанічному саду. У 1928 році очолив там лабораторію біохімії і став заступником директора з науки. У цей період  закінчив аспірантуру і захистив кандидатську дисертацію. 
Працюючи у Всесоюзному інституті рослинництва в Ленінграді, організував лабораторію специфічного синтезу. Брав участь в організації Науково-дослідного інституту ефіроолійних культур у Москві, де деякий час був заступником директора по науці. У 1941 році перейшов на роботу у Всесоюзний науково-дослідний інститут виноробства і виноградарства «Магарач» на посаду заступника директора з науки. З 1964 по 1967 рік був заступником директора Науково-дослідного інституту виноробства і виноградарства імені В. Є. Таїрова. З 1967 року і до кінця життя завідувач відділом хімії виноробства Всесоюзного науково-дослідного інституту виноградарства і виноробства «Магарач».
Помер в Ялті 22 жовтня 1973 року.

## Наукова діяльність
Розробив теорію утворення тонів окислення вин в результаті окисного дезамінування амінокислот, а також теорію безперервного бродіння виноградного сусла. Під його керівництвом вивчені процеси, що протікають при виробництві вин (токайських, мадери, білих столових, хересу) і коньяків. Автор понад 100 наукових праць, власник 12 авторських свідоцтв на винаходи. Серед робіт:
- Химия виноделия и коньячного производства. — Москва, 1960 (у співавторстві з І. М. Скуріхіним);
- Технология выдержки коньячных спиртов в эмалированных цистернах. — Симферополь, 1964 (у співавторстві з І. М. Скуріхіним);
- Химия виноделия. — 2-е изд. — Москва, 1967 (у співавторстві з І. М. Скуріхіним);
- Созревание и хранение виноматериалов в крупных резервуарах. — Москва, 1967 (у співавторстві з С. Т. Тюріним).